# Buchhof (Fürnheim)
Buchhof ist eine Wüstung auf dem Gemeindegebiet von Wassertrüdingen im Landkreis Ansbach (Mittelfranken, Bayern). Buchhof lag in der Gemarkung Fürnheim.

## Geografie
Die ehemalige Einöde Buchhof befand sich auf einer Höhe von 496 m ü. NHN. Sie war weitestgehend von Wald umgeben. Unmittelbar südlich grenzten der Schlüssel- und der Hangacker an, im Südosten lag der Buchrainacker. 1 km nordöstlich befand sich der Goschenhof, 1 km südlich die Weiler Eitersberg und Hochstadt.

## Geschichte
Gegen Ende des 18. Jahrhunderts übte das oettingen-spielbergische Oberamt Aufkirchen das Hochgericht aus. Grundherr des Ganzhofes war das Katholische Oberamt Oettingen.
Infolge des Gemeindeedikts wurde Buchhof 1809 dem Steuerdistrikt und der Ruralgemeinde Fürnheim zugeordnet. Bei der Vergabe der Hausnummern erhielt Buchhof die Nr. 56 des Ortes Fürnheim. Zu dem Anwesen gehörten rund 55 ha Land, größtenteils Waldgebiete. 1877 galt das Anwesen als abgebrochen.

## Einwohnerentwicklung
| Jahr      | 001818 | 001836 | 001861 | 001871 |
| Einwohner | 6      | 5      | 5      | 6      |
| Häuser    | 1      | 1      |        |        |
| Quelle    | [ 6 ]  | [ 7 ]  | [ 8 ]  | [ 4 ]  |

## Religion
Der Ort war evangelisch-lutherisch geprägt und nach St. Nikolaus (Fürnheim) gepfarrt. Die Einwohner römisch-katholischer Konfession waren nach St. Rufus (Hausen) gepfarrt.